# Резолюция Совета Безопасности ООН 7
Резолюция Совета Безопасности ООН 7 — резолюция, принятая 26 июня 1946 года, касалась вопроса о влиянии диктатуры в Испании на международный мир и безопасность. Поражение держав оси во Второй мировой войне сделало испанское правительство Франсиско Франко единственным национальным фашистским правительством в мире.
Резолюция была подтверждена, и после рассмотрения выводов подкомитета, образованного Резолюцией Совета Безопасности 4, Совет Безопасности постановил осудить режим Франко и держать ситуацию под «постоянным наблюдением».
Резолюция была принята по частям, и, следовательно, не было проведено голосование по тексту в целом.